# Studio 54

Logo des Studio 54

Das Studio 54 in der 254 West 54th Street in Midtown Manhattan in New York City war einer der bekanntesten Nachtclubs der Welt. Die auf dem Höhepunkt der Disco-Ära im Jahr 1977 eröffnete Diskothek wurde unter den Betreibern Steve Rubell und Ian Schrager unter anderem für ihre prominenten Gäste, die restriktive Einlasspolitik sowie extravagante Veranstaltungen bekannt. Nach dem Ende der ersten Ära 1980 wurde das Studio 54 von 1981 bis 1986 von neuen Betreibern weitergeführt, heute wird es als Musical-Theater der Roundabout Theatre Company genutzt.

## Geschichte

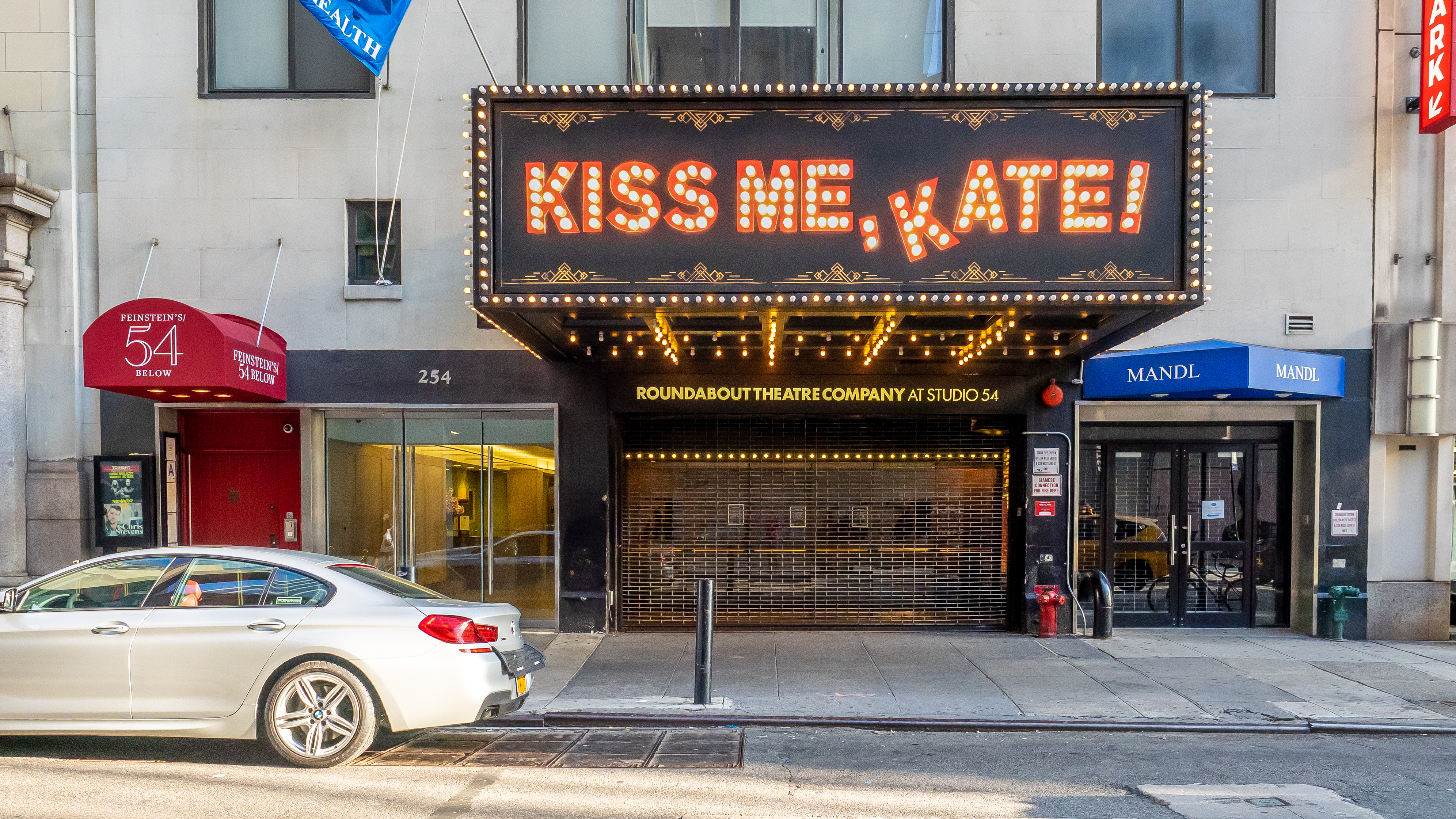
Eingang des Studio 54 in der West 54th Street (2019)

### Vorgeschichte und Namensfindung
Das von Steve Rubell und Ian Schrager in der 54. Straße zwischen Eighth Avenue und Broadway eröffnete Studio 54 trägt seinen Namen aufgrund des Standortes und seiner Vorgeschichte.
Bevor der Club einzog, war die Adresse das Zuhause mehrerer Theater, eines TV-Studios sowie eines der bekanntesten Discolabels der Welt – West End Records. Als das Gebäude 1927 gebaut wurde, betrieb hier zunächst die San Carlo Opera Company das Theater Gallo Opera House. Dieses wurde abgelöst von den Theatern New Yorker Theatre, Casino the Paris und Federal Music Theatre, bis es 1943 die Columbia Broadcasting Co. (CBS) in ein TV-Studio umwandelte. CBS produzierte in diesem Gebäude erfolgreiche Shows wie The Johnny Carson Show, Beat the clock und $64000 question. Die CBS-Leute nannten den Ort Studio 52, weil es das 52. Studio der CBS war. 
Weil die Räumlichkeiten einst als TV-Studio genutzt worden waren, hatte Steve Rubell zunächst vor, den Club schlicht Studio zu taufen. Aber da das Gebäude an der West 54th Street liegt und in Kontinuität zum inoffiziellen vorherigen Namen, nannte er den Club Studio 54. 
Als Vorbild gilt Deutschlands erste Großraumdiskothek Blow Up, die sich von 1967 bis 1972 in München befand und international berühmt wurde.

### Nachtclub-Ära
Das Studio 54 eröffnete am 26. April 1977. Obwohl Rubell und Schrager anfangs kaum Kontakte zu VIP-Szene von New York City hatten, schafften sie es, mit Hilfe der Promoterin Joanne Horowitz zahlreiche Stars in den Club zu locken und ihn so über Nacht als Lokal der Prominenz bekannt zu machen. Vor der Eröffnung waren 5000 Einladungen verschickt worden, und es sammelten sich so viele Menschen vor dem Club, dass die Premiere zur Sensation wurde. Zu den Gästen der Eröffnungsnacht gehörten unter anderem Cher, Frank Sinatra, Bianca Jagger, Margaux Hemingway und Donald Trump. Zu den weiteren Stars, die in der Folgezeit als Stammgäste gewonnen werden konnten, zählten Liza Minnelli, Andy Warhol, Christiaan Barnard, Truman Capote, Mick Jagger, Diana Ross, Sylvester Stallone, Arnold Schwarzenegger, Elizabeth Taylor, John Travolta und Diane von Fürstenberg. Ebenfalls war es Rubell und Schrager gelungen, im Zuge der Ende der 1970er Jahre verbreiteten hedonistischen Geisteshaltung von Sex and Drugs and Rock and Roll dem Studio 54 ein Image als Ort sexueller und drogenrauschhafter Ausschweifungen zu verschaffen.
Berüchtigt war die restriktive Einlasspolitik des Nachtclubs, bei der oft viele der vor dem Eingang Wartenden abgewiesen wurden. Nicht selten traf Steve Rubell selbst die finale Entscheidung darüber, ob Gäste in den Club gelassen wurden. Prominente durften in der Regel sofort eintreten. Ebenso wurden "sehr schöne" Personen fast immer eingelassen, während andere mit unverhohlenem Hinweis auf ihre fehlende Attraktivität abgewiesen wurden. Die wartenden Gäste wurden in vier Kategorien eingeteilt, von den "No Goods" (Leute die niemals Zutritt bekommen sollten), über diejenigen, die bezahlen mussten, um reinzukommen, gefolgt von denen, die umsonst reinkamen, und schließlich "No Fuck Ups", die VIPs, die schnell und problemlos eingelassen wurden.
Als Tanzfläche des Nachtclubs diente der ehemalige Zuschauerraum des Theaters, vom erhalten gebliebenen halbrunden Balkonrang aus konnte man das Geschehen auf der Tanzfläche beobachten. Über der ebenfalls erhaltenen Bühne des Theaters schwebte die Abbildung eines „Mannes im Mond“, der sich rhythmisch einen Löffel Kokain zur Nase führte. Ein Stockwerk über der Tanzfläche lag der "Rubber Room", dessen Gummiwände man abwaschen konnte, und im Keller befand sich der VIP-Bereich.
Im Dezember 1979 gerieten Rubell und sein Partner in Ermittlungen der Steuerfahndung und wurden im Januar 1980 wegen Steuerhinterziehung zu dreieinhalb Jahren Haft verurteilt. Das Studio 54 schloss am 4. Februar 1980 mit einer Party mit dem Motto Das Ende des modernen Gomorrah. Nach 13 Monaten wurden Rubell und Schrager vorzeitig aus der Haft entlassen.
Das Studio 54 eröffnete im September 1981 erneut. Inzwischen hatten Rubell und Schrager den Nachtclub an Investoren verkauft, blieben aber noch ein paar Monate als Berater der neuen Betreiber. Doch Besuche des Nachtclubs durch Prominente blieben diesmal aus. Im Jahr 1986 musste der Club endgültig schließen.

### Nutzung als Theater seit 1998

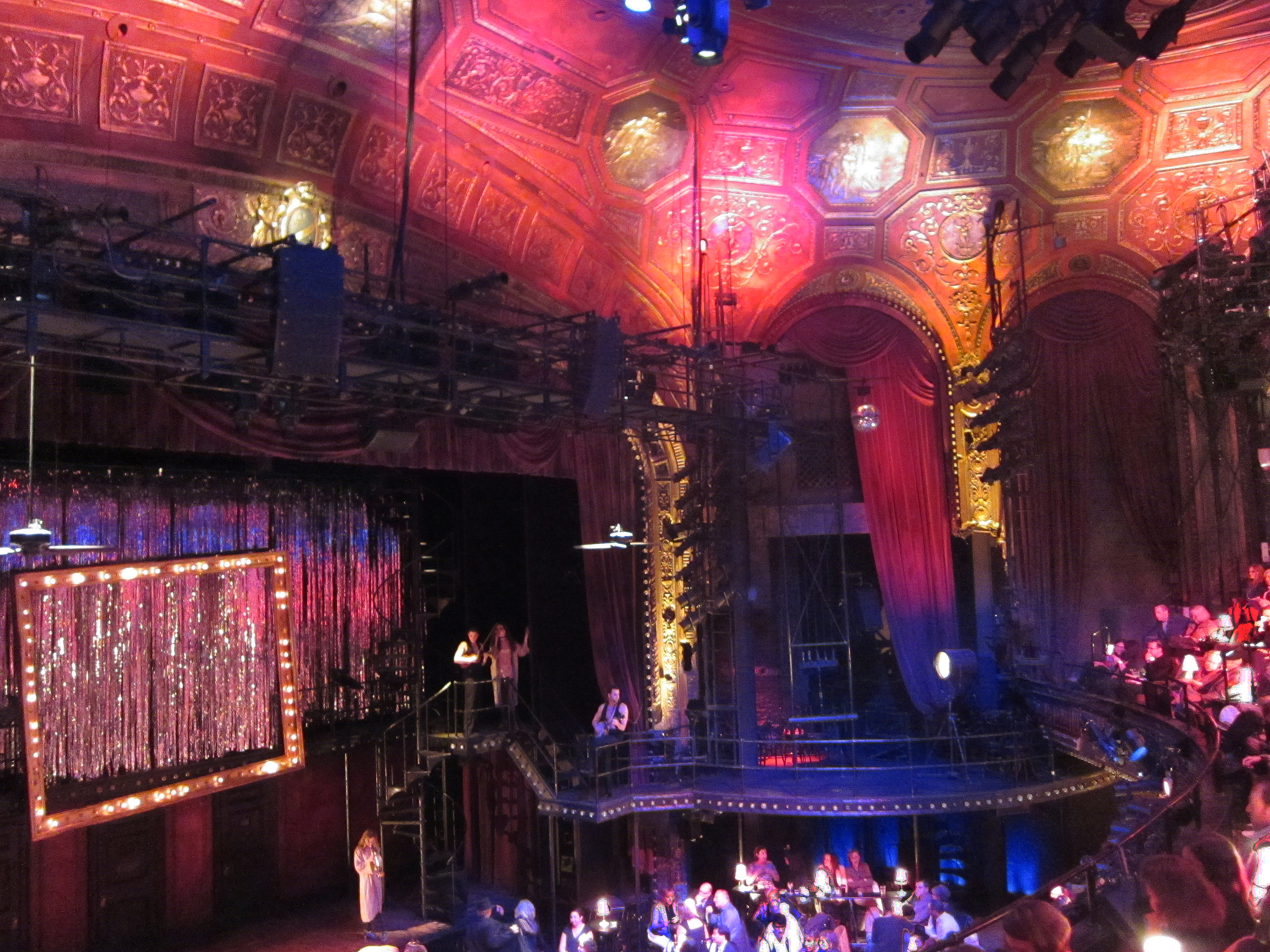
Nutzung des Studio 54 als Musical-Theater seit 1998

Seit 1998 wird das Studio 54 von der Roundabout Theatre Company als Musical-Theater genutzt, unter anderem wurde hier die Neuinszenierung von Cabaret von Sam Mendes aufgeführt.

## Studio 54 in anderen Städten

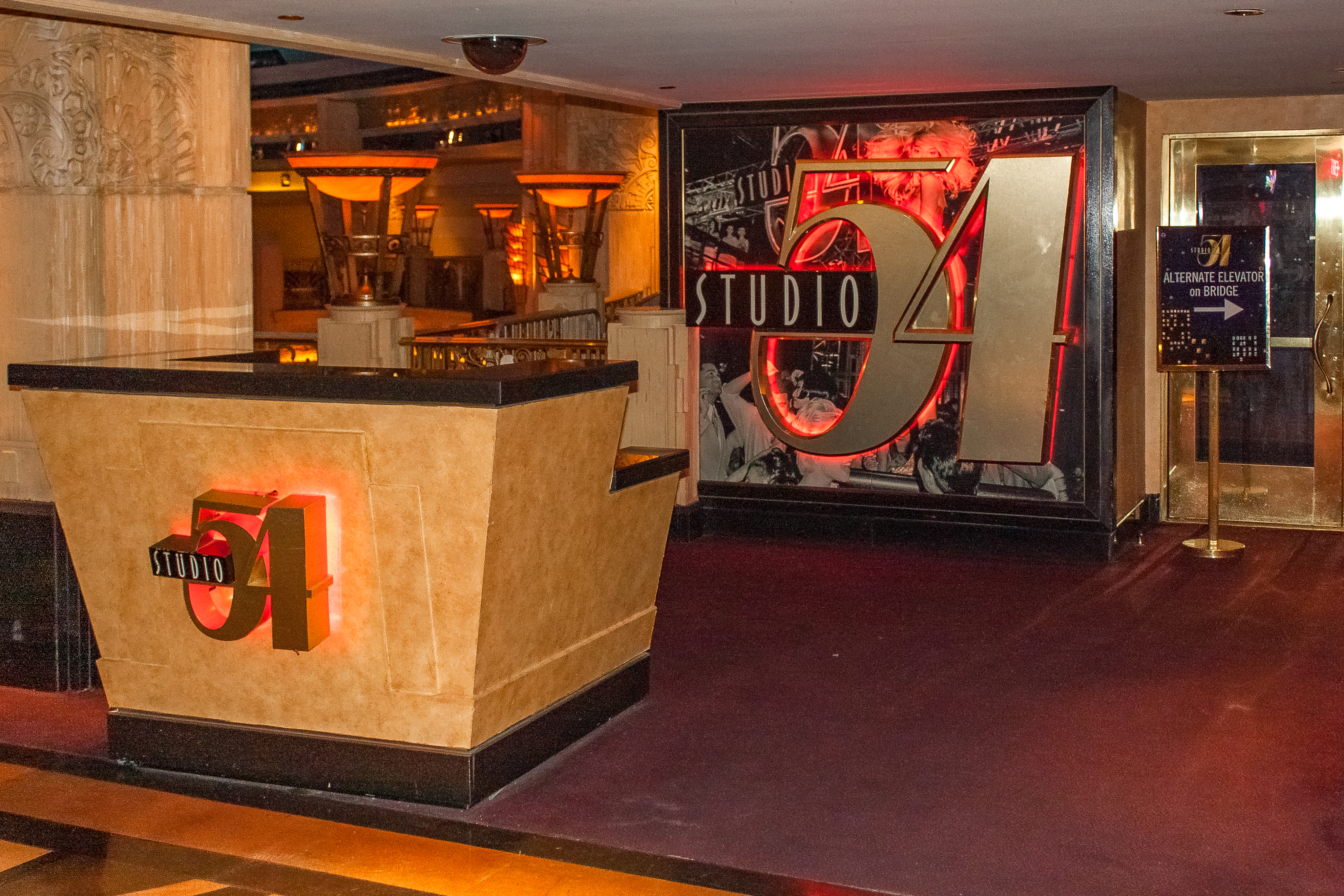
Eingang zum Studio 54 im MGM Grand Las Vegas (2008)

Im Dezember 1997 eröffnete ein Nachtclub namens Studio 54 Las Vegas im MGM Grand Hotel und Casino in Las Vegas. Der Club zeigte einige Memorabilia des Originals, unter anderem Fotos von Prominenten im New Yorker Studio 54. Einige der Angestellten des Nachtclubs wurden als Seilartisten ausgebildet, die dann in den Shows auftraten. Während das direkt am Las Vegas Strip gelegene Studio 54 versuchte, wie sein Vorbild Prominente anzuziehen, blieb der Club an vielen Tagen schlecht besucht, so dass man später zunehmend versuchte, mit einem speziellen Programm auch Einheimische als Zielgruppe zu erschließen. Nach 14 Jahren schloss der Nachtclub im Februar 2012.
Im Januar 2005 gab MGM bekannt, dass ein Standort für ein Studio 54 in Berlin gesucht wird. Dieses Projekt wurde von Joseph Jackson geleitet, dem Vater von Michael Jackson, der die Lizenzrechte für den Namen der New Yorker Kultdisco hält. Die Eröffnung fand am 26. Mai 2006 im Möbelkaufhaus Stilwerk am Berliner Savignyplatz statt. Schon im August desselben Jahres war der Club jedoch aufgrund mangelnden Zuspruchs zahlungsunfähig. Er wurde von einem anderen Besitzer bis zu seiner Schließung im Juni 2008 unter dem Namen Ultra Lounge weitergeführt.
Das Konzept des Studio 54 war Vorbild für die Clubs Perkins Park in Stuttgart, sowie für das P1 in München.

## Rezeption
- 1977, am Silvesterabend, wurden die beiden Musiker Bernard Edwards und Nile Rodgers von der Band Chic vom Türsteher abgewiesen. Sie komponierten daraufhin das Lied Le Freak.
- 1998 wurde der US-amerikanische Spielfilm Studio 54 veröffentlicht. Er handelt von den fiktiven Erlebnissen eines Studio 54-Barkeepers, der von Ryan Phillippe gespielt wird.
- 2018 erschien Studio 54 – Die legendärste Disco aller Zeiten, ein US-amerikanischer Film von Matt Tyrnauer.[16]